# Рамизето (Ређо Емилија)
Рамизето (итал. Ramiseto) је насеље у Италији у округу Ређо Емилија, региону Емилија-Ромања.
Према процени из 2011. у насељу је живело 352 становника. Насеље се налази на надморској висини од 782 м.

## Становништво
Према резултатима пописа становништва 2011. у општини је живело 1.290 становника.
| 1931. | 1936. | 1951. | 1961. | 1971. | 1981. | 1991. | 2001. | 2011. |
| ----- | ----- | ----- | ----- | ----- | ----- | ----- | ----- | ----- |
| 3.723 | 3.715 | 3.602 | 3.006 | 2.218 | 1.746 | 1.570 | 1.468 | 1.290 |